# August Lederer
August Lederer (3. května 1857 Česká Lípa – 30. dubna 1936 Vídeň) byl česko-rakouský podnikatel, průmyslník, mecenáš a sběratel umění, jehož sbírku zabavili nacisté a je dosud rozptýlena.

## Život
Pocházel z teritoriálně české židovské rodiny obchodníka Ignaze Lederera (1820-1896), původem z Rokycan, a jeho manželky Marie, rozené Mauthnerové (1828-1908) z České Lípy. Narodil se jako čtvrtý syn. V rodném městě August strávil rané dětství. V roce 1862 získal jeho otec v Praze obchodní koncesi a ve firmě Lederer & Gottwald obchodoval s bavlnou, vlnou, gumovou obuví, deštníky a slunečníky. a v roce 1869 do Prahy přestěhoval celou rodinu.
August absolvoval v Praze střední školu reálku. Dále začal podnikat s výrobou lihovin. První palírnu si založil v Mladé Boleslavi, druhou koupil v maďarském Györu. Roku 1892 se oženil s Maďarkou Serenou, rozenou Pulitzerovou (1867-1943) a usadili se ve Vídni, odkud Lederer nadále řídil svou výrobu i obchod. Bydleli v zámečku ve Weidlingenu (zbořeném roku 1971) na předměstí Vídně a cestovali často do Uher.
Finančně podporoval Uměleckohistorické muzeum ve Vídni, jeho jméno je zapsáno vestibulu hlavní budovy muzea na mramorové desce mezi hlavními sponzory. Přátelil se s Gustavem Klimtem a s Egonem Schielem, který byl také kamarádem jejich syna Ericha Lederera, oba několikrát portrétoval, stejně jako dceru Alžbětu Františku, provdanou baronku Bachofenovou.

## Sbírka
Nejznámější a nejcennější byla kolekce obrazů a kreseb malířů Gustava Klimta a Egona Schieleho, kterou v roce 1938 nacisté rodině zkonfiskovali a odvezli na zámek Immendorf v dolním Rakousku. Nyní je rozptýlená po galeriích celého světa. Největší cyklus obrazů a soch, nazývaný Beethovenův vlys, zůstal ve Vídni. Potomci rodiny marně žádali Rakousko o restituci ještě v roce 2018.
Hlavní díla:
- Gustav Klimt: Portrét Sereny Pulitzerové-Ledererové, (1899), Metropolitní muzeum New York
- Egon Schiele: Čtyři portréty Ericha Lederera (1910-1914), Muzeum umění Basilej a jiné sbírky
- Gustav Klimt: Alžběta Ldererová-Bachofenová (1914-1915), soukromá sbírka, Basilej
- Gustav Klimt: Tzv. Beethovenův vlys (Beethovenfries), sbírky města Vídně

## Galerie

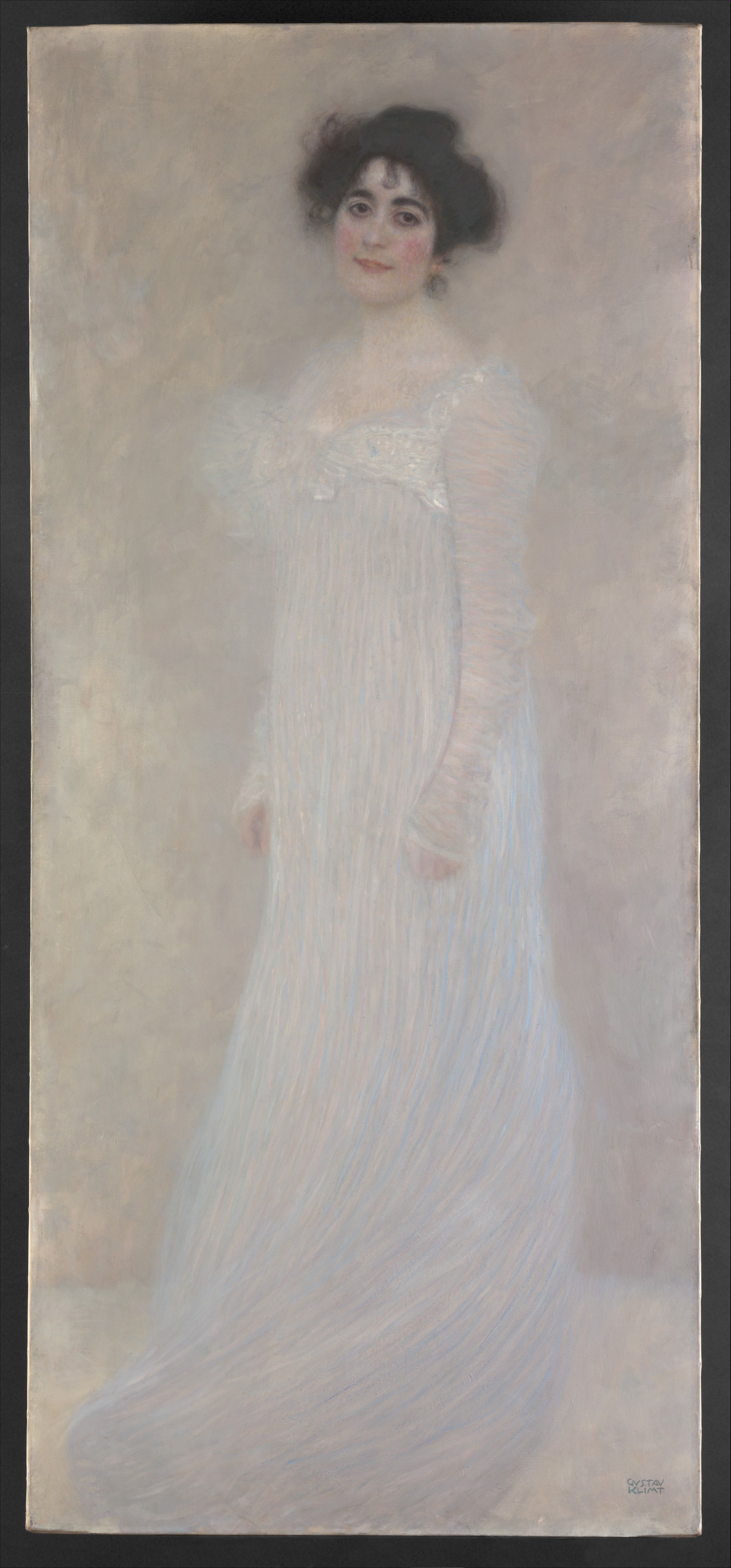
Klimt: Serena Pulitzer
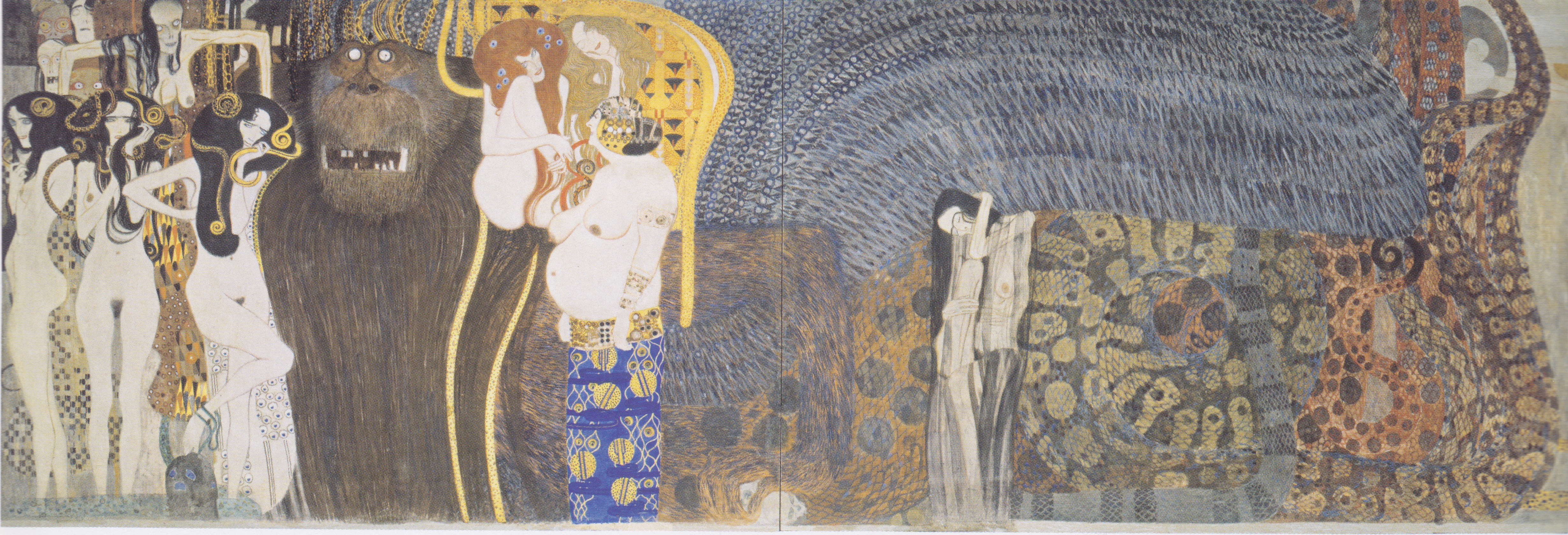
Klimt: Beethovenův vlys
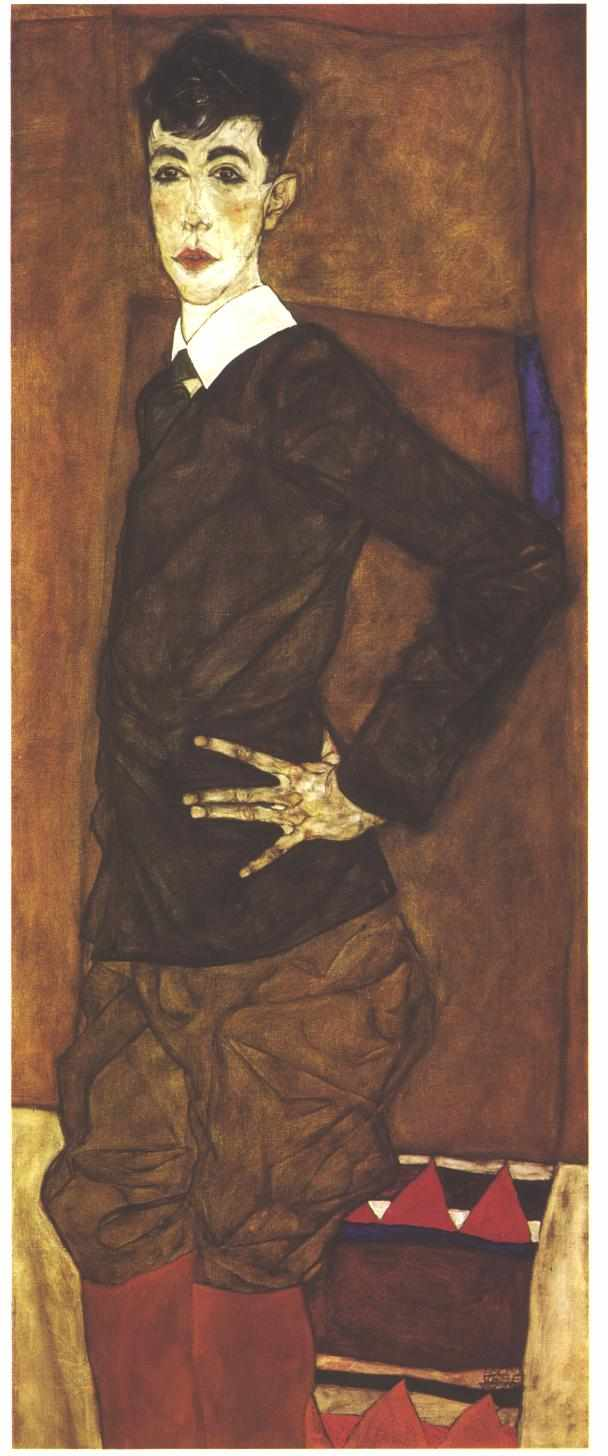
Schiele: Erich Lederer
Klimt: Alžběta Bachofen